# Покровское братство
Покро́вское бра́тство (фин. Pokrovan veljestö) — единственный частный православный мужской монастырь Финляндской архиепископии (Константинопольского патриархата), расположенный на территории усадьбы в местечке Йорвас, в коммуне Киркконумми, в 25 км от Хельсинки, в Финляндии.

## История
Братство было основано в 1995 году усилиями финского ресторатора Харитона Туукканена и получило поддержку предстоятеля Финляндской архиепископии архиепископа Иоанна (Ринне). Общая площадь территории общины составляет 5 гектаров и 15 гектаров леса выделено местной коммуной.
В 1997 году в гроте старого гранитного карьера, находящегося на территории братства была устроена, (в 1998 году освящена) часовня в честь святой Елизаветы Фёдоровны, декоративные керамические элементы которой были выполнены российской художницей Ириной Затуловской.
Монастырский храм размещён в переоборудованной конюшне (с 1944 по 1955 годы, когда в усадьбе располагалась военная база Порккала-Удд, в этом помещении действовала солдатская пекарня). 17 июня 2001 года храм был освящён архиепископом Львом (Макконеном) в честь Покрова Пресвятой Богородицы. В создании проекта иконостаса и написании икон для Покровского храма приняла активное участие иконописная мастерская Александро-Невской Лавры.
Братство было включено в состав Хельсинкской митрополии, а сам устроитель Харитон (Тукканен) был пострижен в монашество и хиротонисан в иеромонаха митрополитом Хельсинкским Амвросием (Яаскеляйненом).

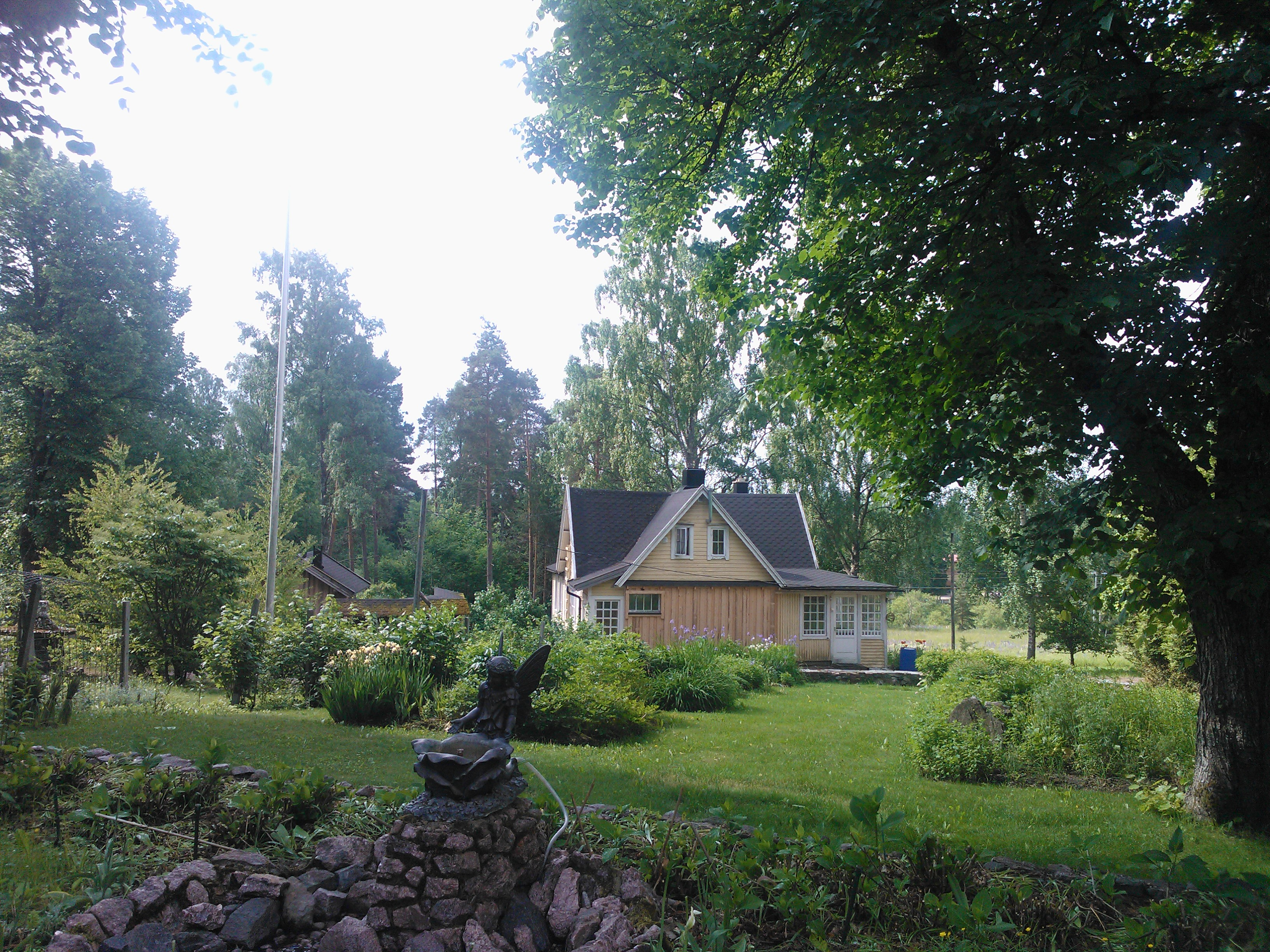
Территория монастыря
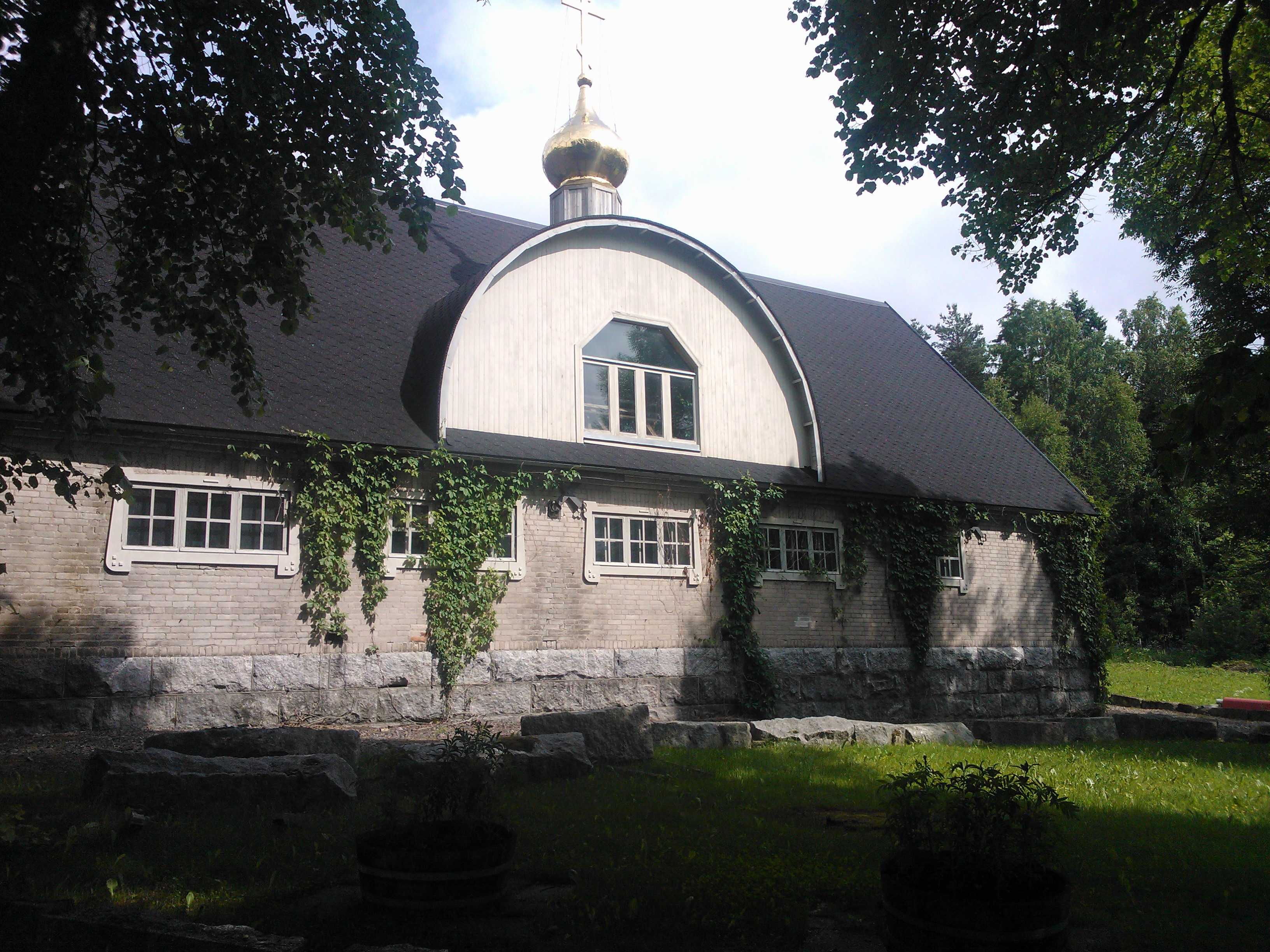
Покровский храм
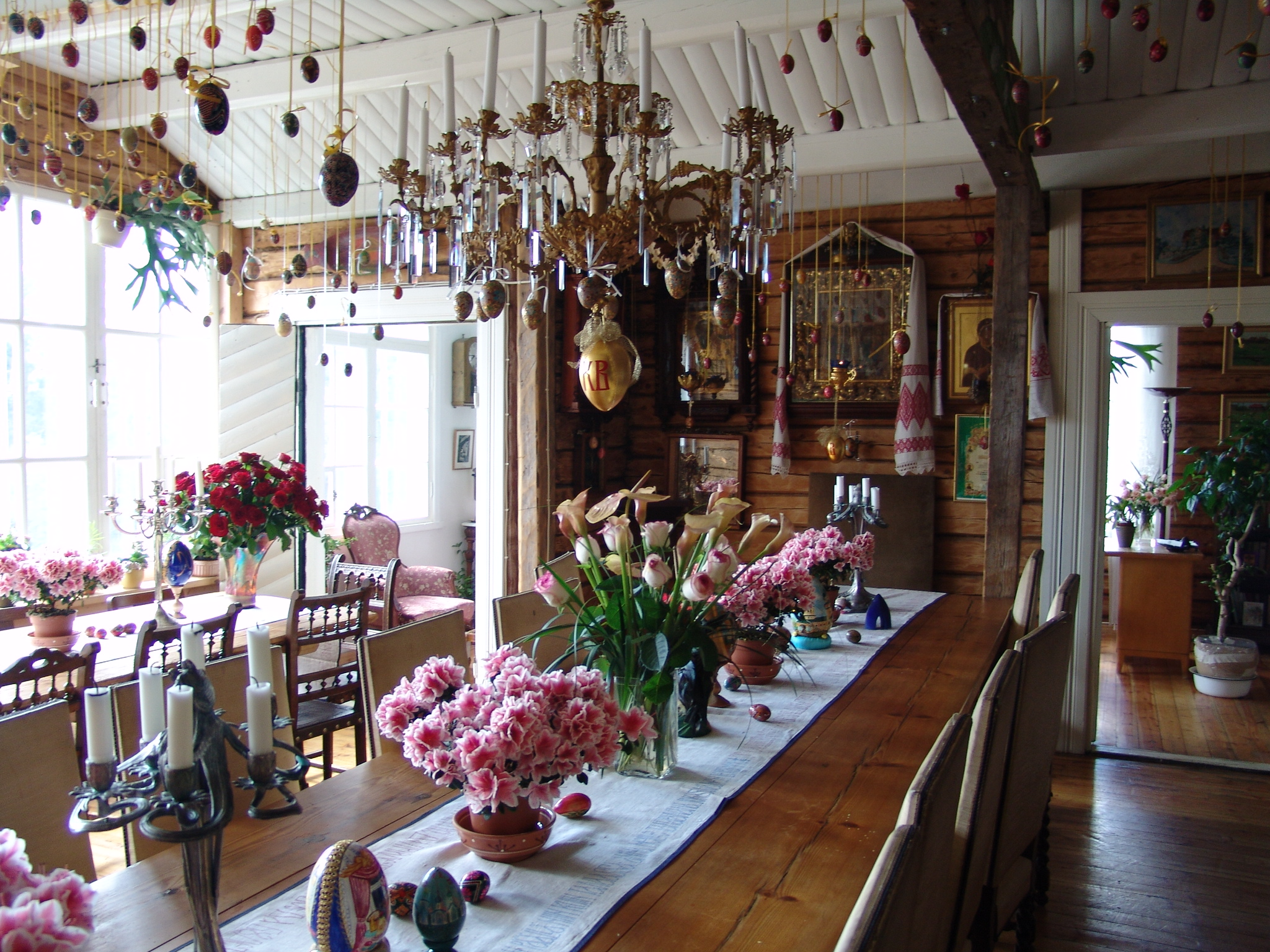
Интерьер трапезной
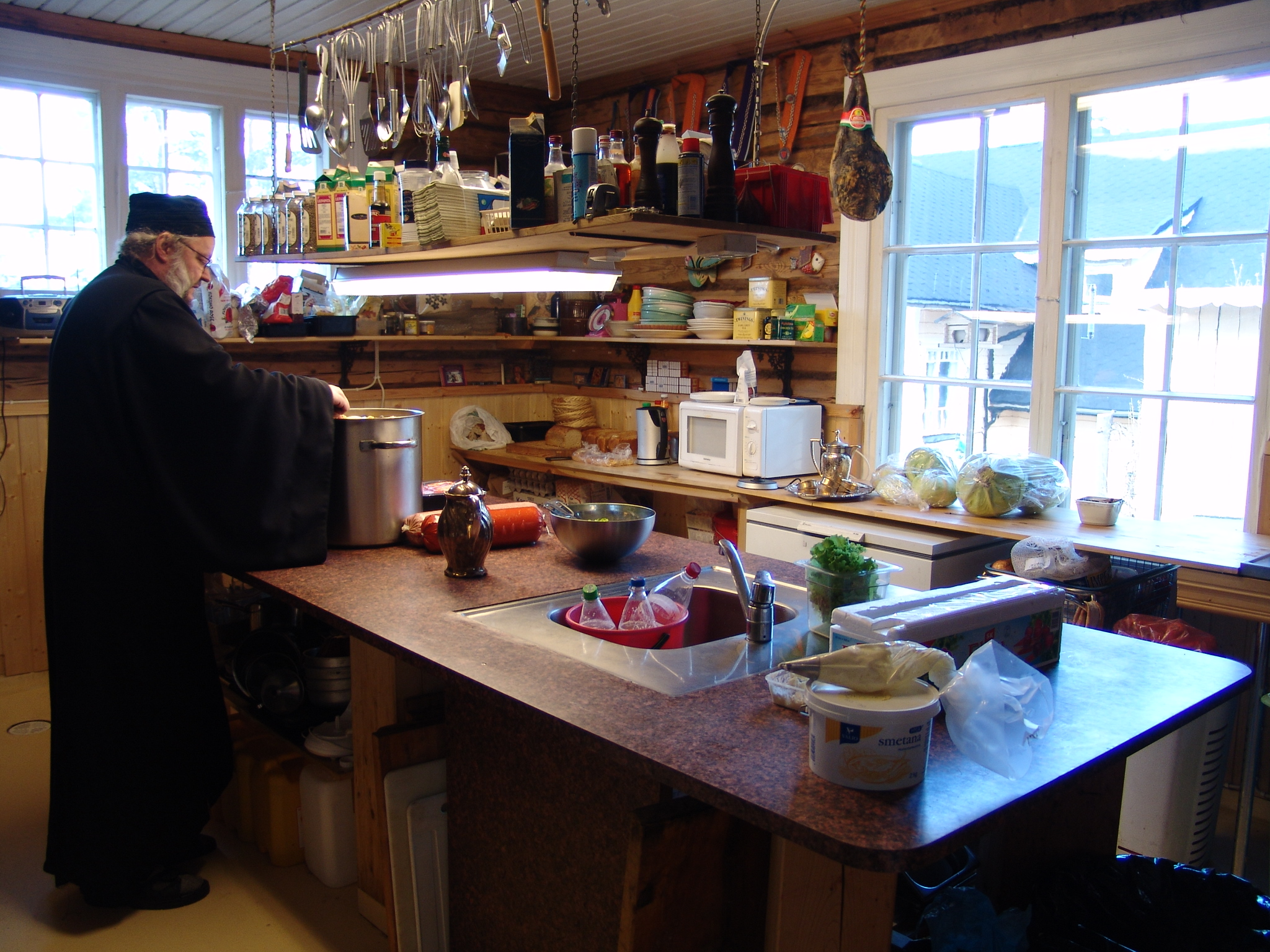
Монастырская кухня

В братстве монастыря состоят два человека. 17 марта 2013 года для служения в церкви братства также был хиротонисан финский женатый священник Маркус Кинкки. Ежегодно монастырь посещает около 10 тысяч паломников из Финляндии и России. Значительная часть доходов монастыря состоит из средств, полученных от продажи пищевой продукции собственного производства.

## Настоятели
- Харитон (Туукканен)[вд], иеромонах (с 1995 года)